# Bricqueville-sur-Mer
Bricqueville-sur-Mer is een gemeente in het Franse departement Manche (regio Normandië). De plaats maakt deel uit van het arrondissement Coutances. Bricqueville-sur-Mer telde op 1 januari 2022 1.263 inwoners.

## Geografie
De oppervlakte van Bricqueville-sur-Mer bedroeg op 1 januari 2022 12,88 vierkante kilometer; de bevolkingsdichtheid was toen 98,1 inwoners per km².

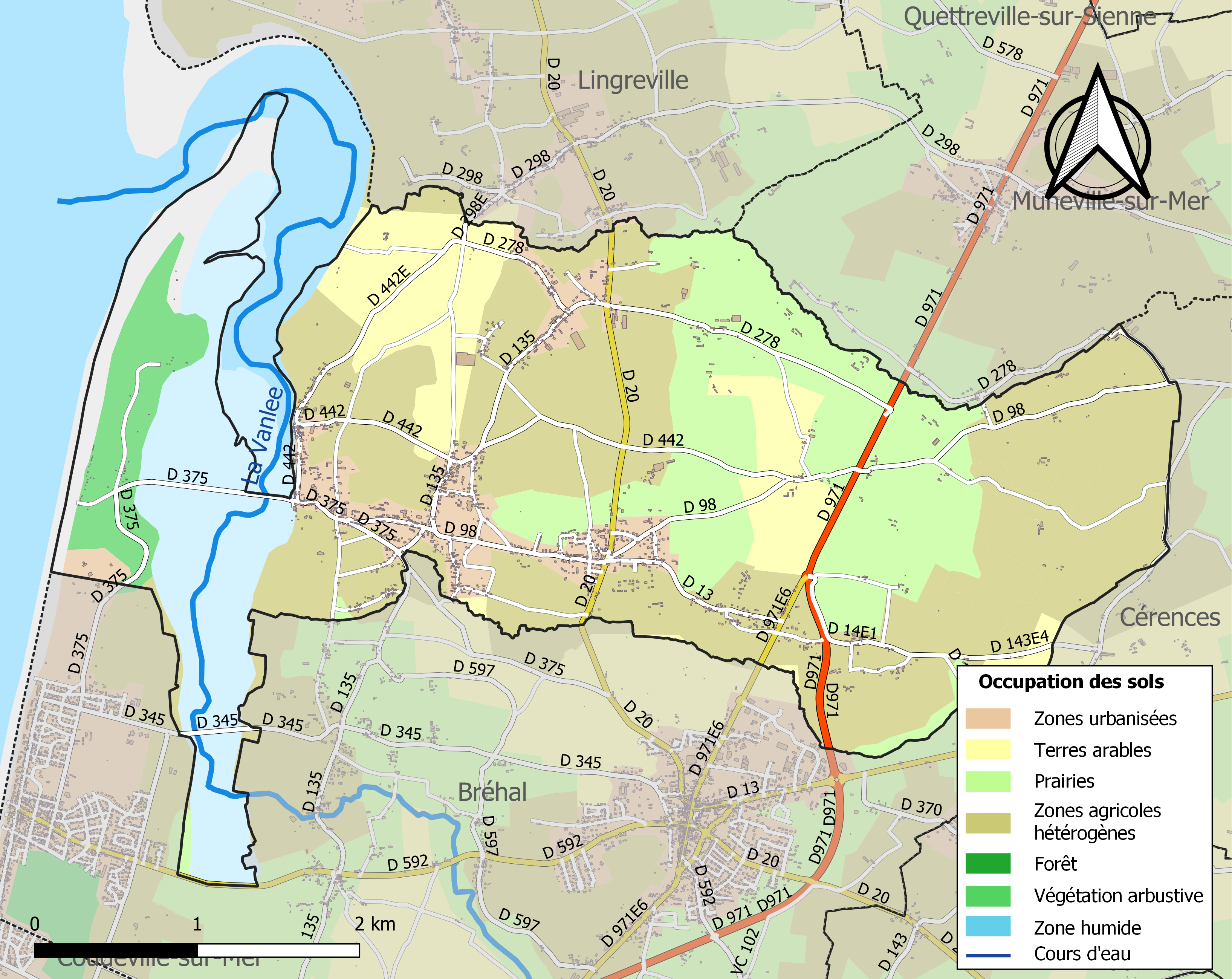
Kaart van de gemeente met de belangrijkste infrastructuur, bodemgebruik en omliggende gemeenten

## Demografie
Onderstaande figuur toont het verloop van het inwonertal (bron: INSEE-tellingen).